# SS La Provence
O SS La Provence foi um navio de passageiros francês operado pela Compagnie Générale Transatlantique e construído pela Chantiers de Penhoët em Saint-Nazaire. Suas obras começaram em dezembro de 1903 e ele foi lançado ao mar em março de 1905, realizando sua viagem inauguram em abril do ano seguinte. O La Provence foi a maior embarcação civil francesa da época e a maior construída na França até então.
O navio teve uma carreira comercial sem grandes incidentes, operando na rota transatlântica e fazendo suas travessias em seis dias e quatro horas. Ele foi tomado pelo governo francês na Primeira Guerra Mundial, transformando em um cruzador auxiliar e renomeado para Provence II. Ele foi torpedeado pelo u-boot SM U-35 em 26 de fevereiro de 1916 no cabo Tênaro enquanto transportava tropas para Salônica. Houve 742 sobreviventes e quase mil vítimas.